# Miantochora incolorata
Miantochora incolorata là một loài bướm đêm trong họ Geometridae.